# Thuận Thành (thị xã)
Thuận Thành là một thị xã nằm ở phía nam sông Đuống thuộc tỉnh Bắc Ninh, Việt Nam.
Trung tâm thị xã nằm tại phường Hồ. Trên địa bàn thị xã có Chùa Dâu là trung tâm Phật giáo cổ xưa nhất của Việt Nam.

## Vị trí địa lý
Thị xã Thuận Thành nằm ở phía nam của tỉnh Bắc Ninh, nằm cách thành phố Bắc Ninh khoảng 15 km về phía nam, cách trung tâm thủ đô Hà Nội khoảng 28 km, có vị trí địa lý:
- Phía đông giáp huyện Gia Bình và huyện Lương Tài
- Phía tây giáp huyện Gia Lâm, thành phố Hà Nội
- Phía nam giáp huyện Văn Lâm, tỉnh Hưng Yên và huyện Cẩm Giàng, tỉnh Hải Dương
- Phía bắc giáp thị xã Quế Võ và huyện Tiên Du.

Tọa độ của thị xã Thuận Thành:
- Cực Bắc 21°06'B trên sông Đuống thuộc xã Hoài Thượng
- Cực Nam 20°58'B đồng thôn Nhiễm Dương, xã Nghĩa Đạo
- Cực Tây 106°00'Đ mương cứng mép Đông đường giao thông thuộc thôn Ngọc Lâm (xóm Lựa Đoài), xã Song Liễu
- Cực Đông 106°08'Đ đồng Nghi An, thuộc phường Trạm Lộ.

Thị xã có diện tích 117,83 km², dân số năm 2022 là 199.577 người, mật độ dân số đạt 1.694 người/km².

## Lịch sử

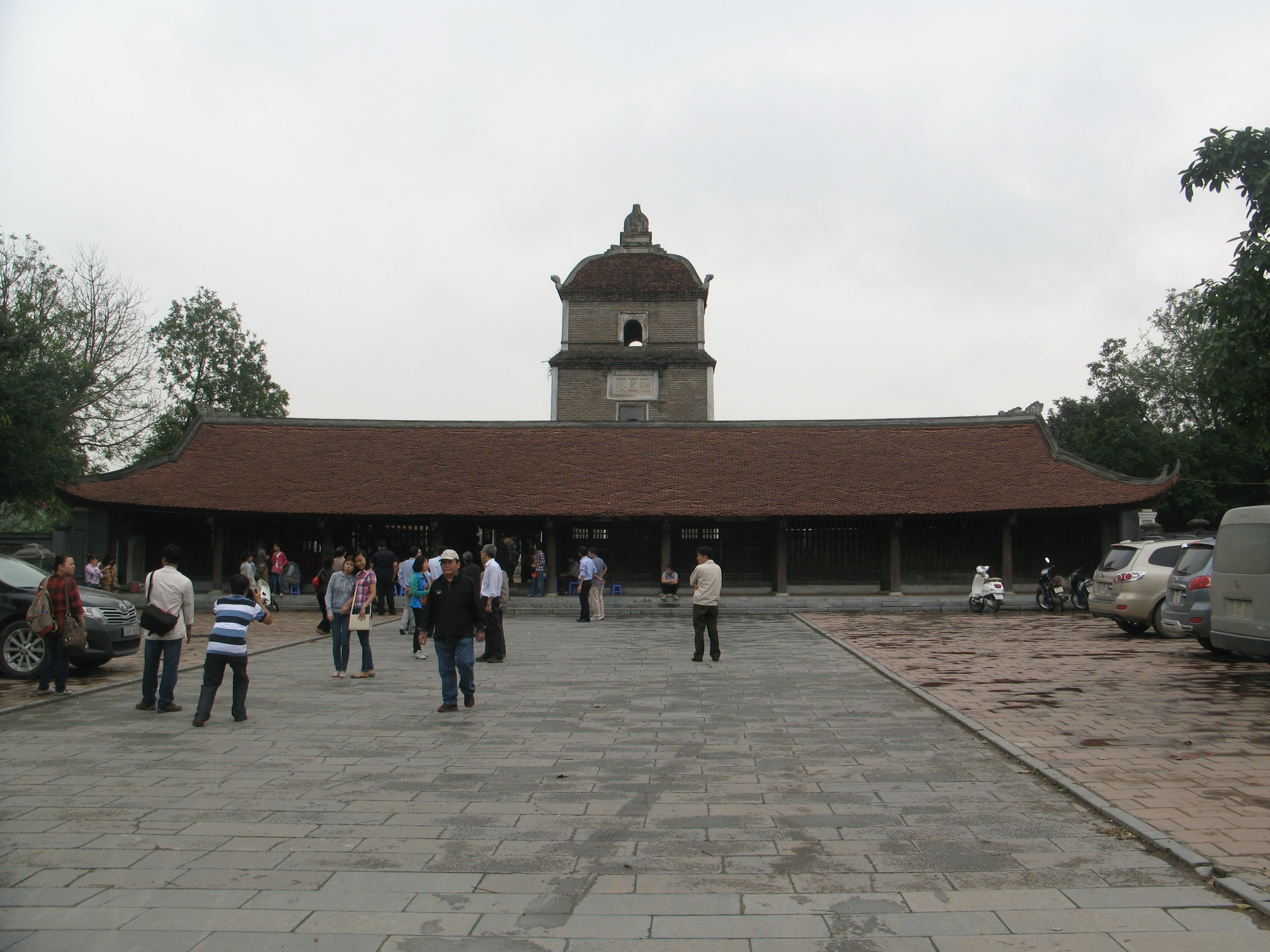
Chùa Dâu

Thuận Thành là một vùng đất cổ, là một trong những cái nôi của dân tộc Việt có cách đây khoảng 3.500 năm. Năm 187-226, chùa Dâu được xây dựng. Năm 580, thiền sư Ấn Độ Tì-ni-đa-lưu-chi đến tu ở chùa Dâu và truyền bá Thiền tông, khai sáng phái Thiền Tì-ni-đa-lưu-chi. Thời Bắc thuộc: quận trị của quận Giao Chỉ đặt tại thành Luy Lâu, nay thuộc Thuận Thành. Năm 966: Lý Khuê giữ Siêu Loại (một phần nay ở Thuận Thành) làm một trong 12 sứ quân. Đời vua Trần Thánh Tông: chùa Bút Tháp được xây dựng.
Đầu thế kỷ 19, thời nhà Nguyễn, huyện Thuận Thành ngày nay là những phần đất thuộc các tổng Đình Tổ, Liễu Lâm, Thượng Mão, Lạc Thổ, Mỹ Tự,... của huyện Siêu Loại và tổng Cổ Biện của huyện Gia Lâm thuộc phủ Thuận An, xứ Kinh Bắc (sau là tỉnh Bắc Ninh). Một số xã ngày nay tương đương với các xã thời nhà Nguyễn, như sau: Đại Đồng (Đại Đồng Thành), Đình Tổ tổng Đình Tổ; Đại Tự (Thanh Khương), Công Hà (Hà Mãn), Mãn Xá (Hà Mãn) tổng Mỹ Tự; Mão Điền (quê hương đất học) tổng Thượng Mão; Liễu Lâm, Liễu Khê (Song Liễu) tổng Liễu Lâm; Doãn Xá (Xuân Lâm) tổng Cổ Biện; Lạc Thổ (phường Hồ, Song Hồ).
Sau năm 1945, bỏ cấp phủ, gọi chung là huyện, huyện Thuận Thành có 22 xã: Bắc Hồ, Chiến Thắng, Đại Đồng Thành, Đình Tổ, Đông Côi, Đức Thắng, Gia Định, Hà Mãn, Hạnh Phúc, Hoài Đức, Mão Điền, Nghĩa Đạo, Ngũ Thái, Nguyệt Đức, Quyết Định, Song Liễu, Thuận Đức, Thượng Mão, Trạm Lộ, Trí Quả, Tú Hồ, Xuân Lâm.
Ngày 20 tháng 4 năm 1961, các xã Đức Thắng (Dương Xá), Chiến Thắng (Dương Quang) của huyện Thuận Thành cùng với huyện Gia Lâm và một số xã của các huyện Từ Sơn, Tiên Du (đều thuộc tỉnh Bắc Ninh) được sáp nhập về Hà Nội.
Ngày 9 tháng 2 năm 1966, Bộ trưởng Bộ Nội vụ ban hành Quyết định số 34-NV về việc hợp nhất một số xã của huyện Thuận Thành. Theo đó, hợp nhất hai xã Bắc Hồ và Tú Hồ thành xã Song Hồ; hợp nhất hai xã Gia Định và Đông Côi thành xã Gia Đông; hợp nhất hai xã Hoài Đức và Thượng Mão thành xã Hoài Thượng; hợp nhất hai xã Quyết Định và Thuận Đức thành xã Ninh Xá.
Năm 1970, đổi tên xã Hạnh Phúc thành xã Thanh Khương.
Ngày 1 tháng 8 năm 1980, chuyển xã An Bình (gồm 4 làng) thuộc huyện Gia Lương về huyện Thuận Thành quản lý.
Ngày 18 tháng 2 năm 1997, thành lập thị trấn Hồ, thị trấn huyện lỵ của huyện Thuận Thành trên cơ sở 261,45 ha diện tích tự nhiên và 4.988 người của xã Song Hồ; 223,36 ha diện tích tự nhiên và 3.009 người của xã Gia Đông.
Ngày 31 tháng 12 năm 2020, Bộ Xây dựng ban hành Quyết định số 1710/QĐ-BXD công nhận đô thị Hồ mở rộng (đô thị Thuận Thành, gồm thị trấn Hồ và toàn bộ 17 xã thuộc huyện Thuận Thành) đạt tiêu chí đô thị loại IV.
Cuối năm 2022, huyện Thuận Thành có 18 đơn vị hành chính trực thuộc, bao gồm thị trấn Hồ (huyện lỵ) và 17 xã: An Bình, Đại Đồng Thành, Đình Tổ, Gia Đông, Hà Mãn, Hoài Thượng, Mão Điền, Nghĩa Đạo, Ngũ Thái, Nguyệt Đức, Ninh Xá, Song Hồ, Song Liễu, Thanh Khương, Trạm Lộ, Trí Quả, Xuân Lâm.
Ngày 13 tháng 2 năm 2023, Ủy ban Thường vụ Quốc hội ban hành Nghị quyết số 723/NQ-UBTVQH15 (nghị quyết có hiệu lực từ ngày 10 tháng 4 năm 2023). Theo đó:
- Thành lập thị xã Thuận Thành thuộc tỉnh Bắc Ninh trên cơ sở toàn bộ 117,83 km² diện tích tự nhiên và 199.577 người của huyện Thuận Thành
- Thành lập 10 phường: An Bình, Gia Đông, Hà Mãn, Hồ, Ninh Xá, Song Hồ, Thanh Khương, Trạm Lộ, Trí Quả, Xuân Lâm thuộc thị xã Thuận Thành trên cơ sở 10 xã, thị trấn có tên tương ứng.

Thị xã Thuận Thành có 10 phường và 8 xã như hiện nay.

## Hành chính
Thị xã Thuận Thành có 18 đơn vị hành chính cấp xã trực thuộc, bao gồm 10 phường: Hồ, An Bình, Gia Đông, Hà Mãn, Ninh Xá, Song Hồ, Thanh Khương, Trạm Lộ, Trí Quả, Xuân Lâm và 8 xã: Đại Đồng Thành, Đình Tổ, Hoài Thượng, Mão Điền, Nghĩa Đạo, Ngũ Thái, Nguyệt Đức, Song Liễu.
| \| Tên \| Diện tích (km²) \| Dân số (người) \| Mật độ (người/km²) \| \| -------------- \| --------------- \| -------------- \| ------------------ \| \| Phường (10) \| \| \| \| \| Hồ \| 5,11 \| 17.049 \| 3.336 \| \| An Bình \| 7,96 \| 13.343 \| 1.676 \| \| Gia Đông \| 9,07 \| 14.880 \| 1.641 \| \| Hà Mãn \| 3,58 \| 6.968 \| 1.946 \| \| Ninh Xá \| 8,25 \| 11.168 \| 1.354 \| \| Song Hồ \| 3,71 \| 7.531 \| 2.030 \| \| Thanh Khương \| 4,78 \| 8.908 \| 1.864 \| \| Trạm Lộ \| 9,68 \| 10.594 \| 1.094 \| \| Trí Quả \| 5,54 \| 10.633 \| 1.919 \| \| Xuân Lâm \| 4,78 \| 11.729 \| 2.454 \| \| Xã (8) \| \| \| \| \| Đại Đồng Thành \| 8,69 \| 13.802 \| 1.588 \| \| Đình Tổ \| 9,62 \| 14.252 \| 1.481 \| \| Hoài Thượng \| 5,51 \| 12.434 \| 2.257 \| \| Mão Điền \| 6,02 \| 15.438 \| 2.564 \| \| Nghĩa Đạo \| 8,54 \| 10.009 \| 1.172 \| \| Ngũ Thái \| 6,22 \| 9.346 \| 1.503 \| \| Nguyệt Đức \| 7,56 \| 10.660 \| 1.410 \| \| Song Liễu \| 3,15 \| 4.864 \| 1.544 \| |                 |                |                    |
| Nguồn: Nghị quyết số 723/NQ-UBTVQH15 về việc thành lập thị xã Thuận Thành và các phường thuộc thị xã Thuận Thành, thị xã Quế Võ và các phường thuộc thị xã Quế Võ, tỉnh Bắc Ninh; Phương án tổng thể sắp xếp đơn vị hành chính cấp huyện, cấp xã tỉnh Bắc Ninh giai đoạn 2023-2025 |                 |                |                    |
| Tên | Diện tích (km²) | Dân số (người) | Mật độ (người/km²) |
| Phường (10) |                 |                |                    |
| Hồ | 5,11            | 17.049         | 3.336              |
| An Bình | 7,96            | 13.343         | 1.676              |
| Gia Đông | 9,07            | 14.880         | 1.641              |
| Hà Mãn | 3,58            | 6.968          | 1.946              |
| Ninh Xá | 8,25            | 11.168         | 1.354              |
| Song Hồ | 3,71            | 7.531          | 2.030              |
| Thanh Khương | 4,78            | 8.908          | 1.864              |
| Trạm Lộ | 9,68            | 10.594         | 1.094              |
| Trí Quả | 5,54            | 10.633         | 1.919              |
| Xuân Lâm | 4,78            | 11.729         | 2.454              |
| Xã (8) |                 |                |                    |
| Đại Đồng Thành | 8,69            | 13.802         | 1.588              |
| Đình Tổ | 9,62            | 14.252         | 1.481              |
| Hoài Thượng | 5,51            | 12.434         | 2.257              |
| Mão Điền | 6,02            | 15.438         | 2.564              |
| Nghĩa Đạo | 8,54            | 10.009         | 1.172              |
| Ngũ Thái | 6,22            | 9.346          | 1.503              |
| Nguyệt Đức | 7,56            | 10.660         | 1.410              |
| Song Liễu | 3,15            | 4.864          | 1.544              |

## Kinh tế - xã hội
Tổng giá trị sản xuất năm 2012 của thị xã ước đạt 1.200,86 tỷ đồng, tăng 11,8% so năm 2011; giá trị công nghiệp, xây dựng là hơn 510 tỷ đồng. Năm 2013, thị xã tập trung phấn đấu đạt giá trị tăng thêm đạt 1.350 tỷ đồng; sản lượng lương thực có hạt đạt 72.000 tấn, tạo việc làm cho 3.000 lao động.Sáu tháng đầu năm 2012, thu ngân sách toàn huyện Thuận Thành ước đạt 51,483 tỷ đồng.
Trong 6 tháng đầu năm 2013, tổng sản phẩm xã hội trong thị xã tăng so với cùng kỳ năm 2012, trong đó: Giá trị nông nghiệp đạt 200,745 tỷ, sản xuất công nghiệp – tiểu thủ công nghiệp ước đạt 338,5 tỷ, tổng mức bán lẻ hàng hóa tăng 18,9% so với cùng kỳ năm trước; sản xuất nông nghiệp giữ ổn định.Thu ngân sách nhà nước đạt 70,805 tỷ đồng, tăng 21,204 tỷ đồng so với 6 tháng đầu năm 2013, đạt 53% so với dự toán.
Năm 2008, chợ trung tâm thị xã Thuận Thành được công ty cổ phần đầu tư xây dựng Bình Hưng tiến hành khởi công trên diện tích 1,4 ha với 200 ki ốt cùng một hệ thống chiếu sáng, điện nước, hệ thống camera an ninh. 

### Các Khu công nghiệp, Cụm công nghiệp và Đô thị mới
- KCN Thuận Thành 3 (440 ha).
- KCN Thuận Thành 2 (250 ha).
- KCN Thuận Thành 1 đang quy hoạch.
- Cụm công nghiệp Thanh khương diện tích 11,38 ha.
- Cụm công nghiệp Xuân Lâm diện tích 49,48 ha.
- Cụm công nghiệp Hà Mãn - Trí Quả diện tích 87,93 ha.

Một số khu đô thị mới và khu dân cư trên địa bàn: 
- Khu ĐTM Dabaco Thuận Thành.
- Khu ĐTM Little Sài Sòn (ngã tư Đông Côi, phường Hồ)
- Khu ĐTM Hồng Hạc ( phường Xuân Lâm).
- Khu ĐTM Khai Sơn (phường Xuân Lâm).
- Khu ĐTM Đức Việt (phường Gia Đông).
- Khu ĐTM Thuận Thành 2 (phường Hồ).
- Khu ĐTM Thuận Thành 3 (phường Gia Đông).
- Khu dân cư phường An Bình.
- Khu dân cư phía Bắc phường Hồ.

### Hệ thống Ngân hàng
- Ngân hàng Nông nghiệp và Phát triển Nông thôn - Chi nhánh Thuận Thành (Agribank).
- Ngân hàng Thương mại cổ phần Ngoại thương Việt Nam - Chi nhánh Nam Bắc Ninh (Vietcombank).
- Ngân hàng Thương mại cổ phần Công thương Việt Nam (Vietinbank).
- Ngân hàng Thương mại cổ phần Đầu tư và Phát triển Việt Nam (BIDV).
- Ngân hàng Thương mại cổ phần Sài Gòn Thương Tín (Sacombank).
- Ngân hàng Thương mại cổ phần Phát triển Thành phố Hồ Chí Minh (HDbank).
- Ngân hàng Thương mại cổ phần An Bình (ABBank).
- Ngân hàng Chính sách Xã hội Việt Nam (VBSP).

### Giáo dục và Đào tạo
Năm học 2012-2013, tỷ lệ trẻ bán trú khối Mầm non đã tăng 4% so với năm học trước, chiếm 82%; cơ bản các lớp nhà trẻ, Mẫu giáo của huyện đã triển khai thực hiện chương trình giáo dục Mầm non mới. Khối Tiểu học và THCS, thị xã coi trọng xây dựng các mô hình điểm và đại trà trường học thân thiện, học sinh tích cực, tạo thành phong trào thi đua dạy tốt, học tốt sâu rộng tại tất cả các cơ sở giáo dục.
Tại kỳ thi Quốc gia (giải Toán và Tiếng Anh qua Interrnet), khối Tiểu học vinh dự giành 1 HCV, 2 HCB, 3 HCĐ và 2 Bằng danh dự; khối THCS (giải Toán và Tiếng Anh qua Internet, giải Toán trên máy tính cầm tay) vinh dự giành 1 HCB, 3 HCĐ, giải Khuyến khích và 3 Bằng danh dự.
- Trường Đại học Kỹ thuật - Hậu cần Công an Nhân dân (T07) - Bộ Công an có đóng tại phường Hồ, thị xã Thuận Thành.
- Trường Đại học Công nghiệp - Dệt may thời trang Hà Nội Cơ sở 2 (phường Xuân Lâm, thị xã Thuận Thành)[10].
- Trường Trung cấp nghề Kinh tế - kĩ thuật Hà Nội (số 99 quốc lộ 17 – phường Hà Mãn – thị xã Thuận Thành).
- Trường Trung cấp Nghề kinh tế kỹ thuật và thủ công mỹ nghệ truyền thống Thuận Thành [11]
- Trung cấp Nghề Thuận Thành.
- Trường THPT Thuận Thành số I là trường nổi tiếng của cả nước, trường luôn đứng váo bảng xếp hạng Top 100 trường THPT có kết quả thi Đại học – Cao đẳng tốt nhất trên toàn quốc và là trường dẫn đầu khối THPT không chuyên của tỉnh Bắc Ninh.
- Trường THPT Thuận Thành số 2.
- Trường THPT Thuận Thành số 3.
- Trường THPT Kinh Bắc.
- Trường THPT Thiên Đức.
- Trường THCS Vũ Kiệt là Trường Năng khiếu của thị xã Thuận Thành.
- Trường THCS Nguyễn Thị Định là Chi hội Hữu nghị Việt Nam - Cuba.
- Trường THCS Hồ.
- Trung tâm GDTX thị xã Thuận Thành.

### Y tế
- Trung tâm Điều dưỡng Thương binh Thuận Thành ở phường Ninh Xá, thuộc Bộ Lao động – Thương binh và Xã hội là nơi chăm sóc các thương binh loại 1, có tỷ lệ thương tật từ 80% trở lên. Hiện nay, trung tâm đang chăm sóc 110 thương binh nặng hiện điều dưỡng, trong đó có 107 thương binh ngồi xe lăn do bị thương ở cột sống, 3 thương binh bị cụt cả hai tay và có 49 cựu chiến binh bị nhiễm chất độc màu da cam[12].
- Trung tâm Y tế thị xã Thuận Thành.
- Trung tâm Tiêm chủng số 1 thị xã Thuận Thành.
- Trung tâm Cứu trợ Trẻ em tàn tật thị xã Thuận Thành.
- Bệnh viện Đa khoa Ngã Tư Hồ.
- Phòng khám Đa khoa Hoàn Mỹ 2.
- Phòng khám Đa khoa Thành Đức.
- Phòng khám Đa khoa 108A.
- Phòng khám Đa khoa Tâm Đức.
- Trạm Y tế các xã, phường.

## Văn hóa - du lịch
- Tranh dân gian Đông Hồ
- Làng Đồng Ngư (xã Ngũ Thái) có môn múa rối nước
- Nghệ thuật hát trống quân ở Bùi Xá, phường Ninh Xá đã gần như bị mai một nhưng gần đây đã được phát triển trở lại [13][14][15].
- Nghệ thuật hát Ca trù phường Thanh Khương đang được phát huy và bảo tồn.
- Trung tâm Văn hóa Luy Lâu ở phường Hồ một công trình có quy mô lớn được khởi công vào tháng 3 năm 2014 với các công trình như: Quảng trường Luy Lâu, thủy đình phục vụ rối nước, nhà trưng bày các tư liệu và hiện vật của huyện, hội trường.... Nhằm phục vụ nhu cầu sinh hoạt văn hóa và tìm hiểu về lịch sử của nhân dân trong và ngoài huyện cũng như thu hút khách du lịch.

Ẩm thực
- Làng Trà Lâm (phường Trí Quả) là địa phương có nhiều gia đình chuyên làm đậu phụ, Trà Lâm là nơi cung cấp đậu phụ cho Hà Nội, Hưng Yên, Bắc Giang. Toàn thôn có khoàng trên 500 hộ gia đình làm đậu (Nguyễn Thừa Quang)
- Làng Nghi Khúc (hay còn gọi là Bưởi Cuốc - phường An Bình) cũng là một làng nghề làm đậu phụ rất lớn. Đậu Nghi Khúc đã xuất hiện ở Đức, Séc, Lào...
- Làng Bùi Xá, phường Ninh Xá nổi tiếng với đặc sản Nem Bùi.

### Lễ hội

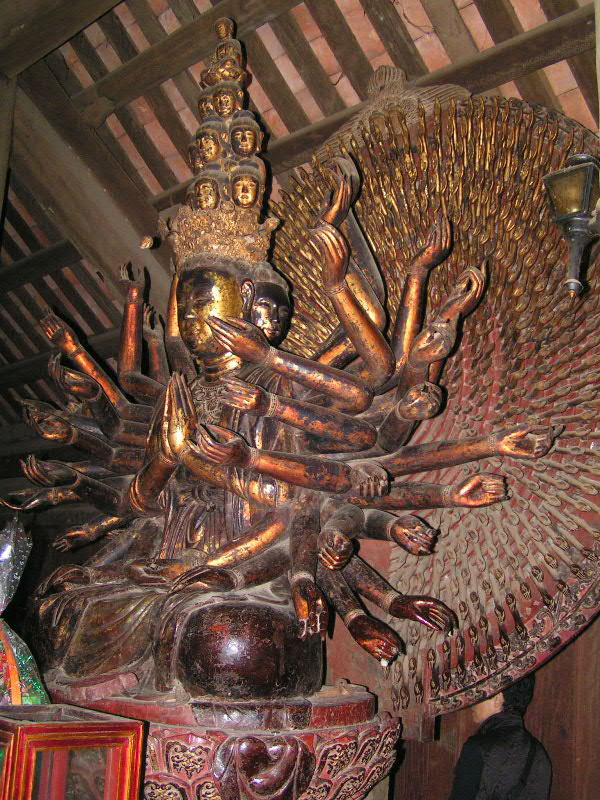
Phật Quan Âm nghìn tay nghìn mắt - Chùa Bút Tháp

- Hội làng Đồng Đông (xã Đại Đồng Thành) mùng 8 tháng Hai âm lịch
- Hội làng Đồng Đoài (xã Đại Đồng Thành) mùng 8 tháng Hai âm lịch
- Hội làng Đạo Tú (phường Song Hồ) 11 tháng Ba âm lịch
- Hội thi mã Đông Hồ mùng 6-7 tháng Giêng âm lịch.
- Hội thi nấu cơm làng Tư Thế (phường Trí Quả) mùng 9 tháng Giêng âm lịch.
- Hội Đình Phú Lộc mùng 4 tháng 2 âm lịch. Làng Bưởi Quốc (Nghi Khúc).
- Hội Làng Đông Côi mùng 6 tháng 2 âm lịch. Làng Cả Đông Côi (T.T NGUYỄN TẤT ĐỨC)
- Hội đình làng Đông Mão Điền (Chằm Đông) ở xã Mão Điền mùng 7 tháng 2 âm lịch
- Hội đình làng Đại Mão (xã Hoài Thượng) mùng 10 tháng 2 âm lịch
- Hội đình làng Đa Tiện (phường Xuân Lâm) mùng 10 tháng 3 âm lịch
- Hội chùa Bút Tháp (xã Đình Tổ) ngày 24 tháng Ba âm lịch.
- Hội chùa Linh Ứng (phường Gia Đông) mùng 7 tháng Tư âm lịch.
- Hội chùa Dâu (phường Thanh Khương) mùng 8 tháng Tư âm lịch.
- Hội Lạc Thổ (phường Hồ) mùng 10 tháng Hai âm lịch.
- Hội đền Sĩ Nhiếp (phường Gia Đông) mùng 7 tháng Giêng âm lịch

### Di tích lịch sử và danh lam thắng cảnh[16]
- Đền thờ Kinh Dương Vương - Thuộc thôn Á Lữ, xã Đại Đồng Thành[17], Nam Bang Thủy Tổ. Đang làm thủ tục xét duyệt thành Di tích Quốc gia đặc biệt về lịch sử và tâm linh.
- Chùa Dâu thuộc phường Thanh Khương, Di tích quốc gia đặc biệt về lịch sử và kiến trúc nghệ thuật. Di sản tư liệu Quốc gia Mộc bản "Cổ Châu Pháp Vân Phật bản hạnh" đang đệ trình lên UNESCO công nhận trở thành di sản tư liệu Thế giới.
- Chùa Bút Tháp thuộc xã Đình Tổ, Di tích quốc gia đặc biệt về kiến trúc nghệ thuật. Bảo vật Quốc gia Phật bà Thiên thủ Thiên nhãn.
- Đền thờ Sĩ Nhiếp (Nam Giao Học Tổ) ở phường Gia Đông.
- Chùa Linh Ứng ở phường Gia Đông. Bảo vật Quốc gia Ba pho tượng Tam Thế được tạc bằng đá Cẩm thạch.
- Đình làng Đoài Mão Điền
- Đình làng Đông Mão Điền
- Chùa Khánh Lâm xã Mão Điền
- Đền Bình Ngô phường An Bình
- Thành cổ Luy Lâu thuộc phường Thanh Khương
- Chùa Xuân Quan thuộc phường Trí Quả
- Đình Đông Cốc thuộc phường Hà Mãn. Cây di sản với vườn sưa của đình làng.
- Chùa Tổ (Mẫu Tứ Pháp) thuộc phường Hà Mãn, thờ Phật Mẫu Man Nương.
- Chùa Phương Quan (phường Trí Quả)
- Đền thờ Nguyễn Gia Thiều (Liễu Ngạn - Ngũ Thái - Thuận Thành)
- Nghè làng Đại Tự phường Thanh Khương
- Đình làng Tú Tháp (phường Song Hồ)
- Đình làng Cửu Yên thờ Trạng nguyên Vũ Kiệt (xã Ngũ Thái)
- Nhà thờ dòng họ Lê Doãn thôn Đại Mão (xã Hoài Thượng)
- Đình làng Hồ phường Song Hồ
- Đình làng Lạc Thổ (phường Hồ).

## Giao thông - Vận tải
Thị xã Thuận Thành có nhiều tuyến đường bộ trong đó có 2 tuyến quốc lộ chạy qua là quốc lộ 17 và quốc lộ 38. Quốc lộ 17 và quốc lộ 38 cắt nhau tại ngã tư Đông Côi tại lý trình km14 + 100 (quốc lộ 17) và km 16 + 700 (quốc lộ 38); nhiều tuyến đường tỉnh lộ.
- Quốc lộ 38: Cầu Hồ (phường Hồ) - ngã tư Đông Côi - ngã ba Chẹm (Trạm Lộ) - Ninh Xá - Nghĩa Đạo.
- Quốc lộ 17: Ngã ba Bắc Hà (Xuân Lâm) - Công Hà (Hà Mãn) - ngã tư Cầu Dâu (Thanh Khương) - Gia Đông - ngã tư Đông Côi - An Bình
- Tỉnh lộ 280: Đình Tổ - Đại Đồng Thành - Song Hồ - Hoài Thượng - Mão Điền.
- Tỉnh lộ 281: Cầu Gáy (Nguyệt Đức) - Cầu Chè - Trung tâm điều dưỡng thương binh - giao quốc lộ 38 (Ninh Xá)
- Tỉnh lộ 282B
- Tỉnh lộ 283: Cầu Liễu Khê (Song Liễu) - Ngũ Thái - Máng Đông Cốc (Hà Mãn) - ngã tư Cầu Dâu (Thanh Khương) - Dàn (Trí Quả) - ngã ba Bút Tháp (xã Đình Tổ).
- Đường vành đai 4 vùng thủ đô.

Cảng nội địa:
- Cảng Á Lữ (xã Đại Đồng Thành)
- Cảng Bến Hồ (phường Hồ)

Các đường phố chính:
- Kinh Dương Vương
- Lạc Long Quân
- Âu Cơ
- Siêu Loại
- Hai Bà Trưng
- Tô Quyền
- Vương Văn Trà
- Nguyễn Chí Tố
- Thiên Đức
- Nguyễn Cự Đạo
- Nguyễn Quang Bật
- Dương Như Châu.

Các tuyến xe buýt:
- 204: Long Biên (Hà Nội) - phường Hồ (Chợ trung tâm thị xã Thuận Thành).
- BN01: TP.Bắc Ninh - phường Hồ - Thị trấn Thứa (Lương Tài).
- BN04: TP.Bắc Ninh - Cầu Hồ - Hoài Thượng - Kênh Vàng (Lương Tài).
- BN07: TP.Bắc Ninh - Thị trấn Hồ - TP.Hải Dương.
- BN27: Thuận Thành (Xuân Lâm) - Đông Côi - Lương Tài (Kênh Vàng).

## Danh nhân
- Vũ Kiệt - Trạng nguyên năm 1472. Hiện nay, trường Trung học cơ sở năng khiếu cấp huyện mang tên ông.
- Nguyễn Quang Bật - Trạng nguyên năm (1484).
- Nguyễn Lượng Thái - Trạng nguyên năm (1553)
- Lê Thị Miên (Bà Ba Cai Vàng)
- Nguyễn Gia Thiều
- Hoàng Cầm
- Nguyễn Phan Hách
- Lê Doãn Giản
- Lê Doãn Thân
- Lý Khuê vị tướng trấn giữ căn cứ Siêu Loại, Thuận Thành thời loạn mười hai sứ quân.

Ngoài ra vùng đất Luy Lâu Siêu Loại Thuận Thành cũng là nơi ghi dấu ấn của nhiều danh nhân khác hoặc có liên quan tới vùng đất này như:
- Nam Bang Thủy Tổ Kinh Dương Vương hiện nay được thờ tại Á Lữ
- Lạc Long Quân, Âu Cơ
- Phật Mẫu Man Nương và Tứ Pháp Pháp Vân, Pháp Vũ, Pháp Lôi, Pháp Điện tương ứng là các vị thần: Mây, Mưa, Sấm, Chớp
- Khâu Đà La nhà sư theo truyền thuyết
- Huyền Quang trụ trì chùa Bút Tháp đỗ trạng nguyên (1272).

## Hình ảnh

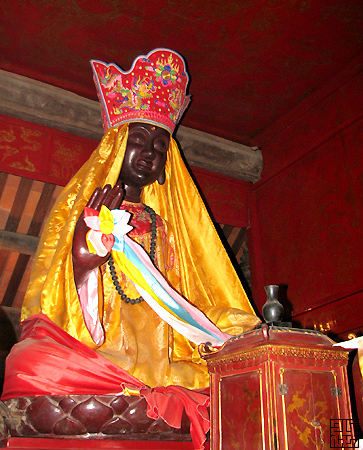
Tượng Pháp Vân tại chùa Dâu
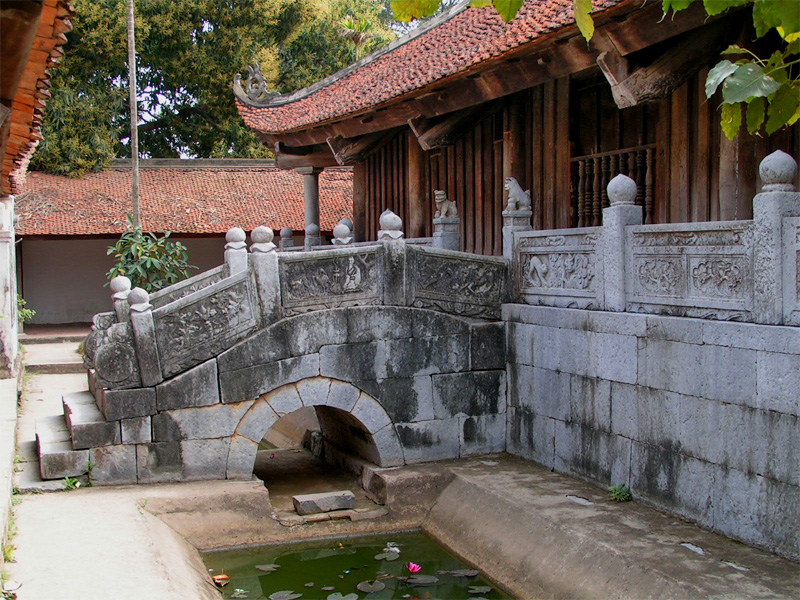
Chùa Bút Tháp
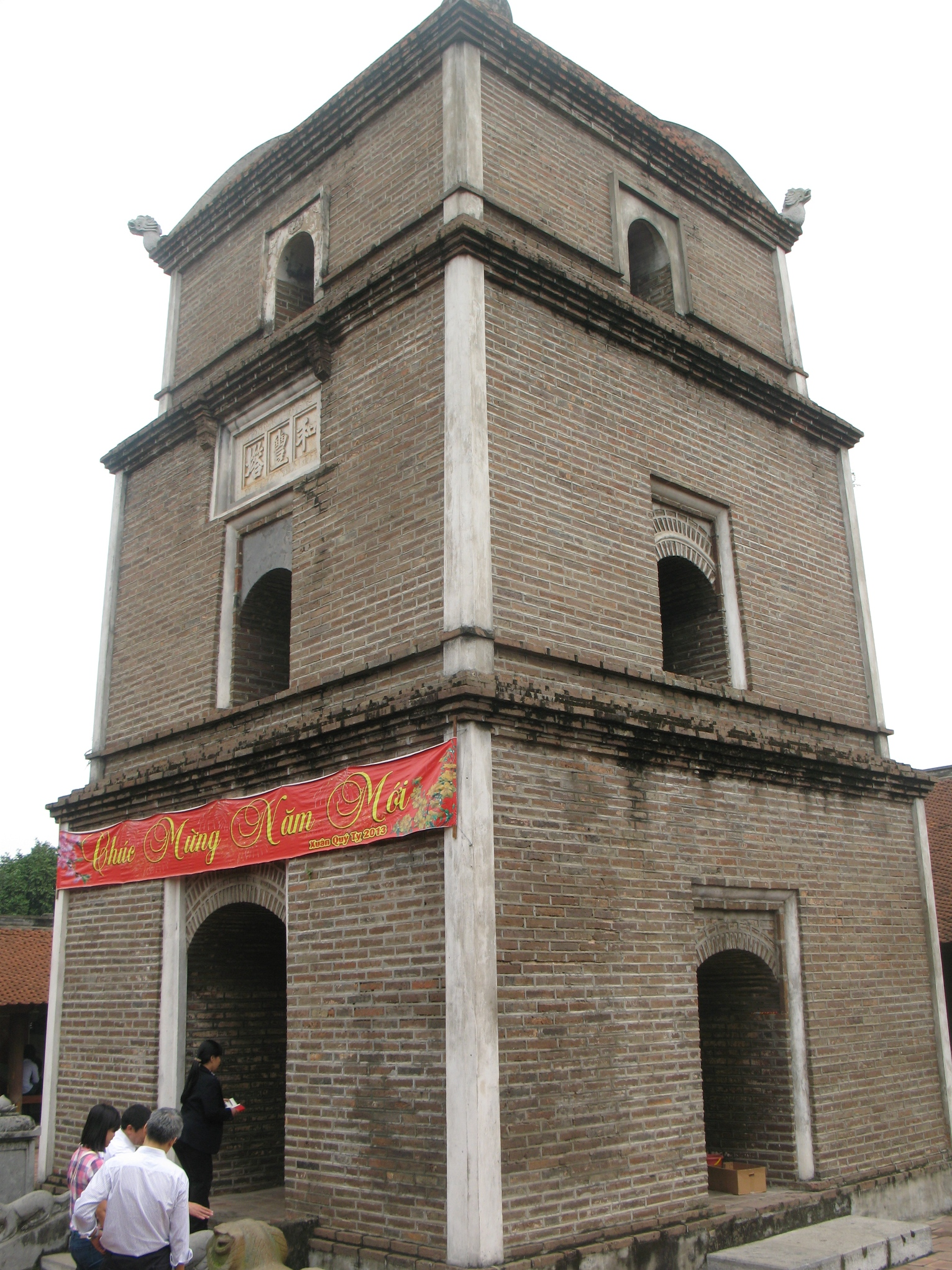
tháp Hòa Phong - Chùa Dâu
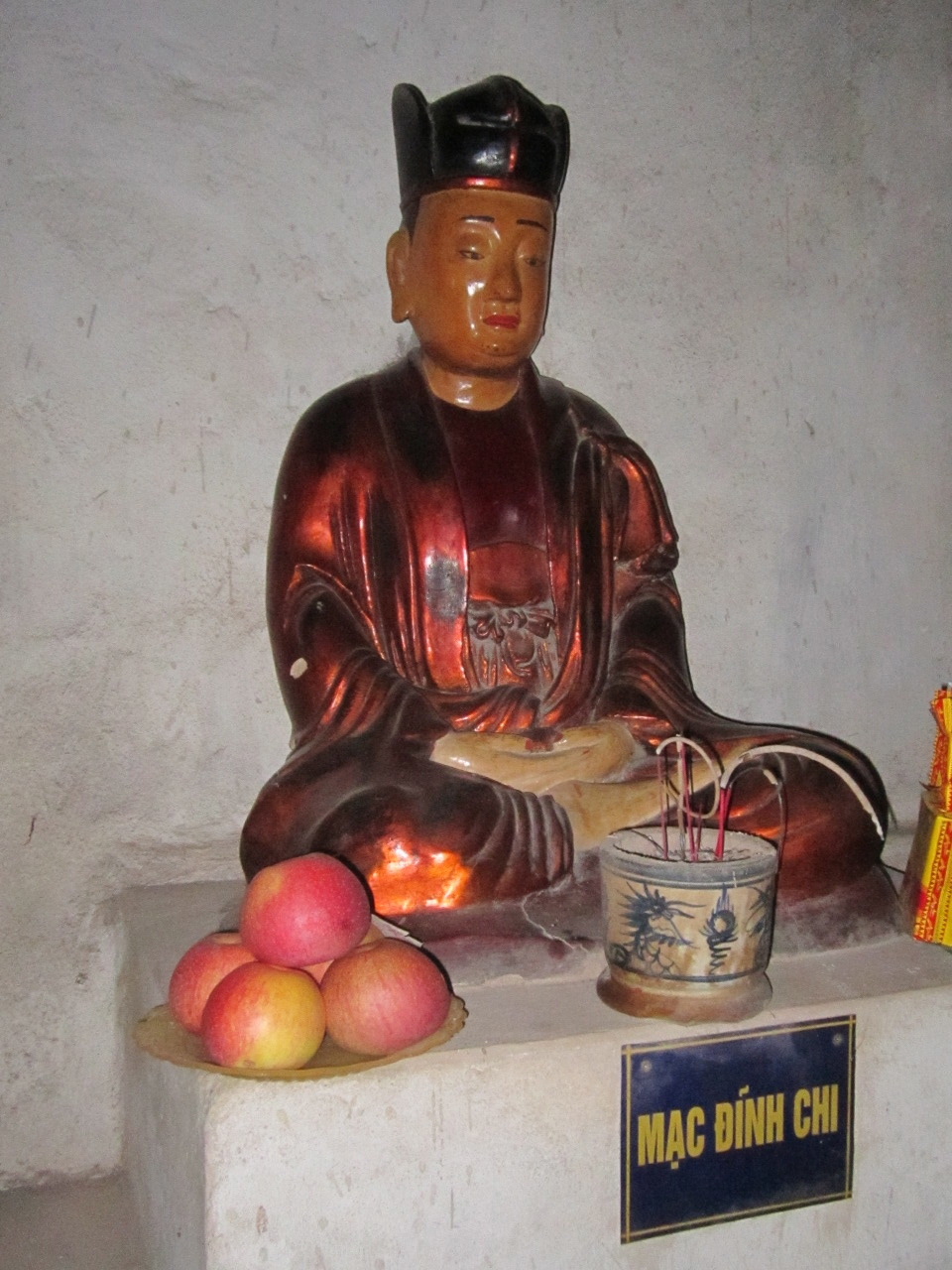
Tượng Mạc Đĩnh Chi ở chùa Dâu
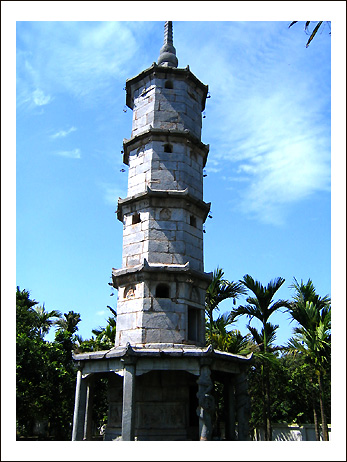
Tháp Bảo Nghiêm - Chùa Bút Tháp

## Làng nghề
Ở thị xã Thuận Thành có rất nhiều làng nghề truyền thống đang đứng trước nguy cơ mai một như làng tranh Đông Hồ, hay những làng nghề chỉ còn lại trong ký ức quá khứ như đúc đồng Đào Viên, mây tre đan thôn Cả. Hiện nay thị xã có rất ít làng nghề chủ yếu thuộc nhóm chế biến thực phẩm như: đậu phụ, nem bì...; 2 làng nghề thủ công và một làng có nghề; nghề thu gom và tái chế phế liệu là nghề mới do một số hộ đi làm và học được nghề ở các làng nghề phế liệu ở Hưng Yên tập trung chủ yếu ở 3 thôn Ngọc Lâm, Liễu Lâm và Đồng Ngư thuộc xã Song Liễu và Ngũ Thái trong đó nhiều nhất là thôn Ngọc Lâm, 2 thôn còn lại mỗi thôn chỉ có vài hộ nhỏ lẻ nhưng cũng gây ra vấn đề về ô nhiễm môi trường; các nghề làm tương, bánh quả chỉ phục vụ nhu cầu tại chỗ và không mang tính chất hàng hóa. Các làng nghề truyền thống trước đây và các làng nghề mới:
- Làm bánh cuốn Mão Điền
- Nghề làm vàng mã ở làng tranh dân gian Đông Hồ (Song Hồ)
- May màn Đại Mão (Hoài Thượng)
- Làng phế liệu nhựa Ngọc Lâm (Song Liễu)
- Mây tre đan thôn Cả (phường Hồ)
- Làm đậu gù, chăn nuôi Trà Lâm (Trí Quả)
- Đúc đồng Đào Viên - nét đẹp xưa (Nguyệt Đức)
- Nem quả, nem thính Bùi Xá (Ninh Xá)
- Làm đậu phụ, chăn nuôi Nghi Khúc (An Bình)
- Nghề mộc thôn Bình Cầu (Hoài Thượng).